# Best-of-Breed
Best-of-Breed oder Best-of-Breed-Strategie bezeichnet die optimale Lösung für eine bestimmte Aufgabe oder ein bestimmtes Problem. In der Informationstechnik wird der Begriff Best-of-Breed häufig im Zusammenhang mit Software angewandt.
Bei einer Best-of-Breed-Softwarelösung wird für einen spezifischen Anwendungsbereich die jeweils beste Software ausgewählt. So können durchaus unterschiedliche Softwarelösungen von verschiedenen Anbietern zum Einsatz kommen, die jeweils in ihrem Bereich führend sind.
In der Praxis ist der Begriff Best-of-Breed jedoch nicht immer eindeutig definiert. Es kann schwierig sein festzustellen, welche Softwarelösung in einem bestimmten Anwendungsbereich die beste ist.
Letztlich hängt die Entscheidung, ob eine Best-of-Breed-Lösung die richtige Wahl ist, von den individuellen Anforderungen eines Unternehmens bzw. des Nutzers ab.

## Vorteile einer  Best-of-Breed-Lösung
Der Vorteil einer Best-of-Breed-Lösung ist, dass die einzelnen Softwarekomponenten optimal auf die jeweiligen Anforderungen zugeschnitten sind. Dies führt in der Regel zu einer deutlich besseren Performance, einer höheren Benutzerfreundlichkeit und einer geringeren Komplexität.

## Nachteile einer Best-of-Breed-Lösung
Der Nachteil einer Best-of-Breed-Lösung ist, dass die Integration der einzelnen Softwarekomponenten meist zu einem höheren Aufwand führen kann. Zudem lässt sich der Einsatz einer einheitlichen Benutzeroberfläche in der Regel nicht gewährleisten.

## Beispiele für Best-of-Breed-Softwarelösungen
- ein Unternehmen, das für seine Marketingaktivitäten eine Kombination aus einer CRM-Software, einer E-Mail-Marketing-Plattform und einem Social-Media-Management-Tool verwendet.
- ein Unternehmen, das für seine Finanzbuchhaltung eine Kombination aus einer ERP-Software, einer Rechnungsstellungssoftware und einer Steuersoftware verwendet.
- ein Unternehmen, das für seine IT-Infrastruktur eine Kombination aus einer Netzwerk-Management-Software, einer Sicherheitssoftware und einer Cloud-Computing-Plattform verwendet.